# Gewichtheffen op de Olympische Zomerspelen 1960
Gewichtheffen is een van de sporten die beoefend werden tijdens de Olympische Zomerspelen 1960 in Rome.

## Heren

### bantamgewicht (tot 56 kg)
| rang   | sporter(s)       | land | drukken  | trekken  | stoten   | totaal   |
| ------ | ---------------- | ---- | -------- | -------- | -------- | -------- |
| Goud   | Charles Vinci    | USA  | 105.0 kg | 107.5 kg | 132.5 kg | 345.0 kg |
| Zilver | Yoshinobu Miyake | JPN  | 97.5 kg  | 105.0 kg | 135.0 kg | 337.5 kg |
| Brons  | Esmail Elm-Khah  | IRI  | 97.5 kg  | 100.0 kg | 132.5 kg | 330.0 kg |
| 4      | Shigeo Kogure    | JPN  | 90.0 kg  | 102.5 kg | 130.0 kg | 322.5 kg |
| 5      | Marian Jankowski | POL  | 92.5 kg  | 100.0 kg | 130.0 kg | 322.5 kg |
| 6      | Imre Földi       | HUN  | 100.0 kg | 90.0 kg  | 130.0 kg | 320.0 kg |
| 7      | Yu In-ho         | KOR  | 90.0 kg  | 95.0 kg  | 130.0 kg | 315.0 kg |
| 8      | Hasan Hussain    | IRQ  | 87.5 kg  | 100.0 kg | 125.0 kg | 312.5 kg |

### vedergewicht (tot 60 kg)
| rang   | sporter(s)          | land | drukken  | trekken  | stoten   | totaal   |
| ------ | ------------------- | ---- | -------- | -------- | -------- | -------- |
| Goud   | Jevgeni Minajev     | URS  | 120.0 kg | 110.0 kg | 142.5 kg | 372.5 kg |
| Zilver | Isaac Berger        | USA  | 117.5 kg | 105.0 kg | 140.0 kg | 362.5 kg |
| Brons  | Sebastino Mannironi | ITA  | 107.5 kg | 110.0 kg | 135.0 kg | 352.5 kg |
| 4      | Kim Hae-nam         | KOR  | 105.0 kg | 105.0 kg | 135.0 kg | 345.0 kg |
| 5      | Yukio Furuyama      | JPN  | 107.5 kg | 102.5 kg | 135.0 kg | 345.0 kg |
| 6      | Hosni Abbas         | RAU  | 102.5 kg | 95.0 kg  | 140.0 kg | 337.5 kg |
| 7      | Tun Kywe            | BIR  | 100.0 kg | 100.0 kg | 127.5 kg | 327.5 kg |
| 8      | Alberto Nogar       | PHI  | 97.5 kg  | 100.0 kg | 127.5 kg | 325.0 kg |

### lichtgewicht (tot 67.5 kg)
| rang   | sporter(s)           | land | drukken  | trekken  | stoten   | totaal   |
| ------ | -------------------- | ---- | -------- | -------- | -------- | -------- |
| Goud   | Viktor Boesjoejev    | URS  | 125.0 kg | 122.5 kg | 150.0 kg | 397.5 kg |
| Zilver | Tan Howe Liang       | SIN  | 115.0 kg | 110.0 kg | 155.0 kg | 380.0 kg |
| Brons  | Abdul Wahid Aziz     | IRQ  | 117.5 kg | 115.0 kg | 147.5 kg | 380.0 kg |
| 4      | Marian Zieliński     | POL  | 115.0 kg | 110.0 kg | 150.0 kg | 375.0 kg |
| 5      | Waldemar Baszanowski | POL  | 105.0 kg | 117.5 kg | 147.5 kg | 370.0 kg |
| 6      | Mihály Huszka        | HUN  | 110.0 kg | 107.5 kg | 147.5 kg | 365.0 kg |
| 7      | Werner Dittrich      | EUA  | 107.5 kg | 115.0 kg | 140.0 kg | 362.5 kg |
| 7      | Zdeněk Otáhal        | TCH  | 115.0 kg | 107.5 kg | 140.0 kg | 362.5 kg |

### middengewicht (tot 75 kg)
| rang   | sporter(s)            | land | drukken  | trekken  | stoten   | totaal   |
| ------ | --------------------- | ---- | -------- | -------- | -------- | -------- |
| Goud   | Aleksandr Koerynov    | URS  | 135.0 kg | 132.5 kg | 170.0 kg | 437.5 kg |
| Zilver | Tommy Kono            | USA  | 140.0 kg | 127.5 kg | 160.0 kg | 427.5 kg |
| Brons  | Győző Veres           | HUN  | 130.0 kg | 120.0 kg | 155.0 kg | 405.0 kg |
| 4      | Marcel Paterni        | FRA  | 127.5 kg | 120.0 kg | 152.5 kg | 400.0 kg |
| 5      | Krzysztof Beck        | POL  | 135.0 kg | 117.5 kg | 147.5 kg | 400.0 kg |
| 6      | Mohammad Teherani Ami | IRI  | 117.5 kg | 120.0 kg | 155.0 kg | 392.5 kg |
| 7      | Koh Yung-chang        | KOR  | 115.0 kg | 120.0 kg | 150.0 kg | 385.0 kg |
| 8      | Roland Lortz          | EUA  | 115.0 kg | 112.5 kg | 155.0 kg | 382.5 kg |

### lichtzwaargewicht (tot 82.5 kg)
| rang   | sporter(s)        | land | drukken  | trekken  | stoten   | totaal   |
| ------ | ----------------- | ---- | -------- | -------- | -------- | -------- |
| Goud   | Ireneusz Paliński | POL  | 130.0 kg | 132.5 kg | 180.0 kg | 442.5 kg |
| Zilver | James George      | USA  | 132.5 kg | 132.5 kg | 165.0 kg | 430.0 kg |
| Brons  | Jan Bochenek      | POL  | 130.0 kg | 120.0 kg | 170.0 kg | 420.0 kg |
| 4      | Géza Tóth         | HUN  | 125.0 kg | 125.0 kg | 167.5 kg | 417.5 kg |
| 5      | Jouni Kailajärvi  | FIN  | 130.0 kg | 125.0 kg | 162.5 kg | 417.5 kg |
| 6      | Peter Tatsjev     | BUL  | 130.0 kg | 125.0 kg | 160.0 kg | 415.0 kg |
| 7      | Minoru Kubota     | JPN  | 125.0 kg | 120.0 kg | 155.0 kg | 400.0 kg |
| 8      | Willy Claes       | BEL  | 125.0 kg | 112.5 kg | 155.0 kg | 392.5 kg |

### middenzwaargewicht (tot 90 kg)
| rang   | sporter(s)       | land | drukken  | trekken  | stoten   | totaal   |
| ------ | ---------------- | ---- | -------- | -------- | -------- | -------- |
| Goud   | Arkadi Vorobjov  | URS  | 152.5 kg | 142.5 kg | 177.5 kg | 472.5 kg |
| Zilver | Trofim Lomakin   | URS  | 157.5 kg | 130.0 kg | 170.0 kg | 457.5 kg |
| Brons  | Louis Martin     | GBR  | 137.5 kg | 137.5 kg | 170.0 kg | 445.0 kg |
| 4      | John Pulskamp    | USA  | 140.0 kg | 125.0 kg | 167.5 kg | 432.5 kg |
| 5      | François Vincent | FRA  | 130.0 kg | 132.5 kg | 160.0 kg | 422.5 kg |
| 6      | Vladimir Savov   | BUL  | 110.0 kg | 137.5 kg | 165.0 kg | 412.5 kg |
| 7      | Czesław Białas   | POL  | 130.0 kg | 122.5 kg | 157.5 kg | 410.0 kg |
| 8      | Leonardo Masu    | ITA  | 135.0 kg | 117.5 kg | 155.0 kg | 407.5 kg |

### zwaargewicht (boven 90 kg)
| rang   | sporter(s)              | land | drukken  | trekken  | stoten   | totaal   |
| ------ | ----------------------- | ---- | -------- | -------- | -------- | -------- |
| Goud   | Joeri Vlasov            | URS  | 180.0 kg | 155.0 kg | 202.5 kg | 537.5 kg |
| Zilver | James Bradford          | USA  | 180.0 kg | 150.0 kg | 182.5 kg | 512.5 kg |
| Brons  | Norbert Schemansky      | USA  | 170.0 kg | 150.0 kg | 180.0 kg | 500.0 kg |
| 4      | Mohamed Mahmoud Ibrahim | RAU  | 140.0 kg | 137.5 kg | 177.5 kg | 455.0 kg |
| 5      | Eino Mäkinen            | FIN  | 140.0 kg | 142.5 kg | 172.5 kg | 455.0 kg |
| 6      | Dave Baillie            | CAN  | 147.5 kg | 132.5 kg | 170.0 kg | 450.0 kg |
| 7      | Alberto Pigaiani        | ITA  | 152.5 kg | 127.5 kg | 170.0 kg | 450.0 kg |
| 8      | Václav Syrový           | TCH  | 145.0 kg | 127.5 kg | 172.5 kg | 445.0 kg |

## Medaillespiegel
| rang   | land             | goud | zilver | brons | totaal |
| ------ | ---------------- | ---- | ------ | ----- | ------ |
| 1      | Sovjet-Unie      | 5    | 1      | 0     | 6      |
| 2      | Verenigde Staten | 1    | 4      | 1     | 6      |
| 3      | Polen            | 1    | 0      | 1     | 2      |
| 4      | Japan            | 0    | 1      | 0     | 1      |
| 4      | Singapore        | 0    | 1      | 0     | 1      |
| 6      | Groot-Brittannië | 0    | 0      | 1     | 1      |
| 6      | Irak             | 0    | 0      | 1     | 1      |
| 6      | Iran             | 0    | 0      | 1     | 1      |
| 6      | Italië           | 0    | 0      | 1     | 1      |
| 6      | Hongarije        | 0    | 0      | 1     | 1      |
| totaal | totaal           | 7    | 7      | 7     | 21     |

Athene 1896 · 
St. Louis 1904 · 
Antwerpen 1920 · 
Parijs 1924 · 
Amsterdam 1928 · 
Los Angeles 1932 · 
Berlijn 1936 · 
Londen 1948 · 
Helsinki 1952 · 
Melbourne 1956 · 
Rome 1960 · 
Tokio 1964 · 
Mexico-stad 1968 · 
München 1972 · 
Montréal 1976 · 
Moskou 1980 · 
Los Angeles 1984 · 
Seoel 1988 · 
Barcelona 1992 · 
Atlanta 1996 · 
Sydney 2000 · 
Athene 2004 · 
Peking 2008 · 
Londen 2012 · 
Rio de Janeiro 2016 · 
Tokio 2020 · 
Parijs 2024 · 
Los Angeles 2028 
Medaillewinnaars
Atletiek · Basketbal · Boksen · Gewichtheffen · Hockey · Kanovaren · Moderne vijfkamp · Paardensport · Roeien · Schermen · Schietsport · Schoonspringen · Turnen · Voetbal · Waterpolo · Wielersport · Worstelen · Zeilen · Zwemmen